# پاولینا نولا
 پاولینا نولا (بلغاری: Павлина Стоянова-Нола؛ زادهٔ ۱۴ ژوئیهٔ ۱۹۷۴) یک تنیس‌باز اهل بلغارستان است.